# Ertuğrul Günay

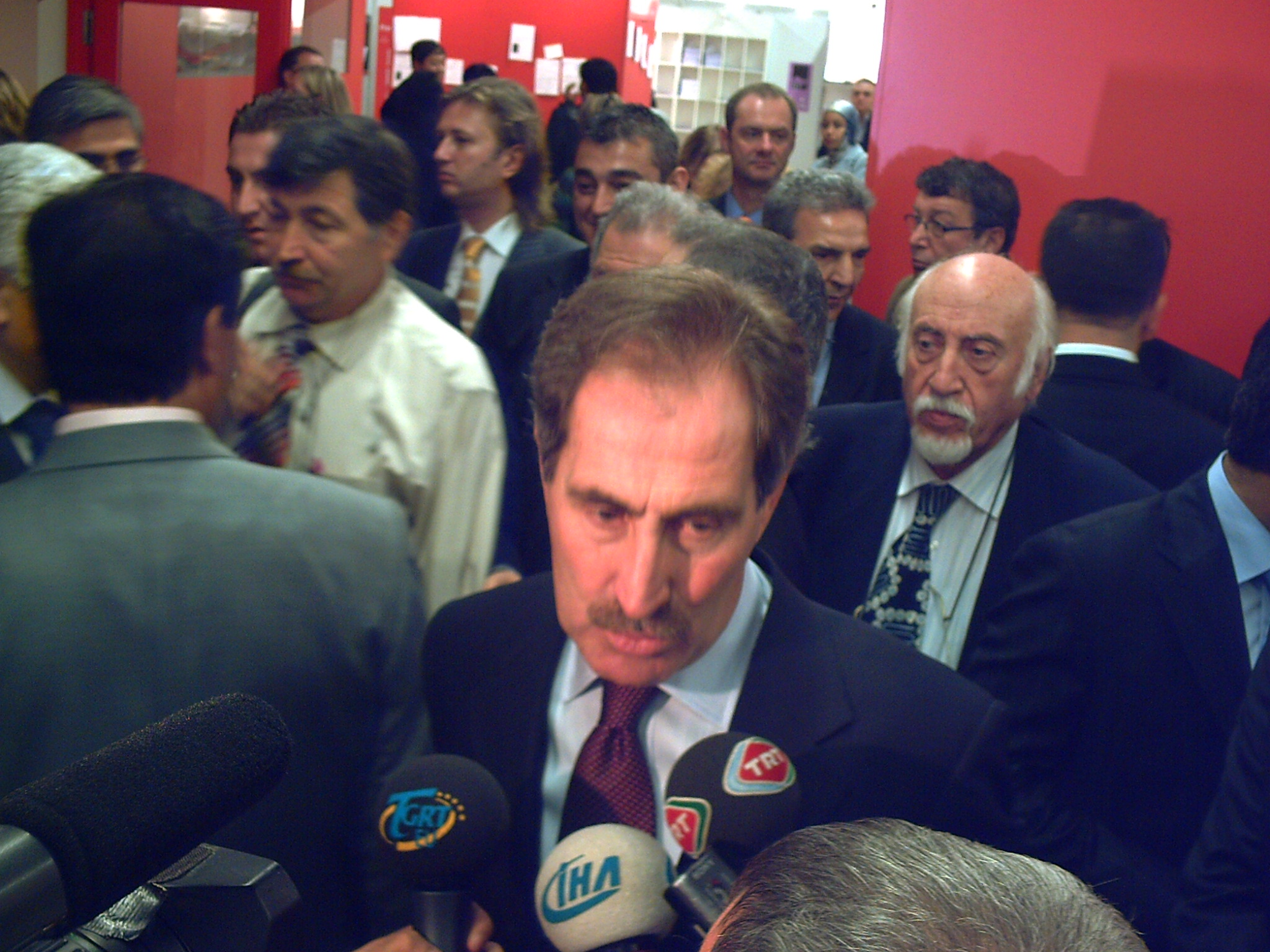
Ertuğrul Günay op de Frankfurter Buchmesse 2007.

Ertuğrul Günay (1948, Altınordu, Turkije) is een Turkse politicus. Tussen augustus 2007 en januari 2014 was hij minister van Cultuur en Toerisme. 
Günay studeerde rechten aan de Universiteit Istanbul en werkte enige tijd als advocaat in zijn geboortestad aan de Zwarte Zee. In 1977 werd hij het jongste parlementslid ooit dat in het Turkse parlement verkozen werd, voor de Republikeinse CHP. In 1992 werd hij de partijsecretaris van deze partij. In 2004 werd hij na onenigheid met partijleider Deniz Baykal uit de partij gezet. Uit protest tegen antidemocratische stappen van het Turkse leger (die de regering probeerde te verbieden) stapte hij in 2007 over naar de AK-partij. Vervolgens werd hij de minister van Cultuur en Toerisme in het tweede kabinet-Erdogan. Hij had enige frictie met andere ministers, die zijn ambtenaren beschuldigden van illegale bezettingen van religieuze gebouwen. Op 24 januari 2013 diende hij zijn ontslag in.
Hij is getrouwd met de advocate Gülten Günay, en heeft twee kinderen met haar.
Zijn bibliografie omvat geschriften over Bosnië en Herzegovina, dat hij bezocht ten tijde van de Joegoslavische Burgeroorlog